# Девичество
Девичество — период в жизни женщины до выхода её замуж. Иногда употребляется в значении «период в жизни до лишения девственности».
У В. И. Даля — словарное определение: 

Девичество ср. девичье состоянье, быт женщины до замужества её, Девичествовать, девовать, сидеть в девках, Дева более употреб. в знач. девственница.

## Описание
Вопрос о начале периода девичества варьировался со временем и зависел от признаваемого возраста вступления в брак. В древности и в Средние века девушка считалась пригодной для брака уже с 12 лет, хотя заключение брака было возможно и с семи лет, но такой брак все равно должен был быть подтверждён в более позднем возрасте (в разных странах Европы в 16 или 18 лет).
Девичество играло важную роль в развитии женщины: в этот период девушка получала необходимое образование и навыки для будущей семейной жизни, овладевала ведением хозяйства и нередко получала основы сексуального воспитания. В деревне такого рода воспитанием служили деревенские посиделки, хороводы и иные формы общения молодёжи.

## История
Жёсткость требований к девушкам их родителей и общества в целом воздерживаться от половой жизни (а иногда и вообще от каких-либо контактов с мужчинами) сильно различалась и различается в настоящее время у разных народов и социальных слоёв.
Вплоть до XX века самыми строгими были требования к девушкам из знатных и богатых семей. В Европе вплоть до XX века девушка из такой семьи зачастую могла выходить из дома на улицу только в сопровождении мужчины — слуги или родственника. В ряде стран Азии и Африки такое положение сохраняется и в настоящее время. В Испании поведение девушек из знатных семей контролировали дуэньи.
Деревенские девушки в Европе были более свободны в общении с мужчинами, чем городские; женщины низших слоёв были свободнее женщин из высших слоёв.
В отношении девушек (девиц) также часто действовали и законодательные ограничения: они не могли быть свидетелями в суде (это делал за них родственник-мужчина или, при отсутствии такового, родственница-женщина — мать, в крайнем случае опекун), не говоря уже о наличии избирательных прав. Законодательные ограничения для незамужних женщин в Европе и Северной Америке были отменены в основном только к 30-м годам (а в некоторых странах — лишь к 50-м гг.) XX века.

## Производные
- В девичестве
- Девичья фамилия